# Romescamps
Romescamps es una comuna y población de Francia, en la región de Picardía, departamento de Oise, en el distrito de Beauvais y cantón de Formerie.
Su población en el censo de 2013 era de 575 habitantes.
Está integrada en la Communauté de communes de la Picardie Verte.

## Demografía
| 468 | 499 | 457 | 406 | 439 | 482 |
| Para los censos de 1962 a 1999 la población legal corresponde a la población sin duplicidades (Fuente: INSEE [Consultar]) |     |     |     |     |     |